# داستان واقعی
داستان واقعی (یونانی باستان: Ἀληθῆ διηγήματα) یک داستانِ تقلیدی و هجوی از داستان سفر است. این اثر توسط نویسندهٔ سوری و یونانی زبان، لوسین از ساموساتا(شمش‌شاد) نوشته شده است.
این اثر، نخستین داستان شناخته شده در مورد سفر به فضا، فرم‌های زندگی بیگانگان و جنگ‌های بین سیاره‌ای و نوشته شده در قرن دوم است. از این متن بعنوان نخستین اثر علمی–تخیلی یاد شده است.

## خوانش بیشتر
- Fredericks, S.C. : “Lucian's True History as SF”, Science Fiction Studies, Vol. ۳، No. 1 (March 1976), pp. ۴۹–۶۰
- Georgiadou, Aristoula & Larmour, David H.J. : “Lucian's Science Fiction Novel True Histories. Interpretation and Commentary“, Mnemosyne Supplement ۱79, Leiden 1998, ISBN 90-04-10667-7
- Grewell, Greg: “Colonizing the Universe: Science Fictions Then, Now, and in the (Imagined) Future”, Rocky Mountain Review of Language and Literature, Vol. ۵۵، No. 2 (2001), pp.  ۲۵–۴۷
- Gunn, James E. : “The New Encyclopedia of Science Fiction”, Publisher: Viking 1988, ISBN 978-0-670-81041-3، p.  ۲۴۹
- Swanson, Roy Arthur: “The True, the False, and the Truly False: Lucian’s Philosophical Science Fiction”, Science Fiction Studies, Vol. ۳، No. 3 (Nov. 1976), pp.  ۲۲۷–۲۳۹